# Čang Š’-čcheng
Čang Š’-čcheng (čínsky pchin-jinem Zhāng Shìchéng, znaky zjednodušené 张士诚, tradiční 張士誠; 1321–1367) byl jedním z vůdců povstání rudých turbanů na sklonku vlády dynastie Jüan v Číně. Původně nájemný strážce obchodníků se stal banditou, když zesílil, prohlásil se v Kao-jou králem Čou. Roku 1356, poté co dobyl části dnešních provincií Če-ťiang a Ťiang-su, se usídlil se v Su-čou. Následující rok se poddal vládě říše Jüan v Pekingu, přičemž si uchoval faktickou nezávislost. Po šesti letech se prohlásil králem Wu. Už roku 1357 se střetl ze západněji položeným Ču Jüan-čangem, válku s ním prohrál a roku 1367 byl jím zajat a zabit.

## Život
Čang Š’-čcheng pocházel z rodiny člunařů tržního města Po-ťü-čchang v prefektuře Tchaj-čou na pobřeží severního Ťiang-su, oblasti důležité výrobou soli. Byl mladý rváč, silný a bojovný. S třemi mladšími bratry se obchodníky se solí nechával najímat k doprovodu pašovaných nákladů.
Roku 1353, dvaatřicetiletý, při hádce zabil strážce městské brány a založil požár, který se rozšířil na celé město. Pak mu nezbylo než se s bratry a 18 společníky uchýlit do sousedního okresu. Během několika týdnů do své bandy zrekrutoval přes tisíc ozbrojenců, po chabých pokusech o likvidaci se jej úřady pokusily neutralizovat obvyklou cestou – nabídkou úředního místa, neúspěšně.
Koncem roku 1353 už ovládal Kao-jou, prefekturní město 40 km severně od Jang-čou a kontroloval dopravu na Velkém kanálu. Ze světa banditismu, pašeráctví, obchodu a handrkování s úřady zda přijme oficiální hodnost záhy vybočil svými ambicemi. Nehledě na nevelké území se totiž prohlásil králem (诚王, čcheng wang, doslova „pravý král“) státu Velké Čou (大周, Ta Čou), vyhlásil éru Tchien-jou (天祐, Pod ochranou nebes) a obsadil patřičné úřady.
Přestál pokusy místních jüanských sil i hlavní armády říše vedené Togtem o jeho zničení. Odmítl i návrhy na zařazení do jüanského správního aparátu. Obsadil severní Ťiang-su, zničené hladomorem a válkou. Obrátil se proto na jih, i když s váháním, kvůli jazykové odlišnosti regionu. Koncem 1355 vyslal na jižní stranu Jang-c’-ťiang mladšího bratra Čang Š’-tea Bratr na jaře 1356 dobyl rozsáhlou oblast až k téměř Chang-čou s centrem v Su-čou, kam Čang přesídlil a zůstal usazen jedenáct let. Čangův stát se poté stal významnou regionální silou, na západě a jihu obklopen nepřáteli – Ču Jüan-čangem a jüanskou posádkou v Chang-čou. Na severu si s tamním jüanským vojevůdcem Čagan Temürem nepřekáželi. Nejnebezpečnějším z nepřátel byl Ču Jüan-čang.
V létě 1357 byl v boji o strategický přístav Fu-šan v okrese Čchang-šu severně od Su-čou Čang Š’-te zajat a eskortován do Nankingu. Ču Jüan-čang se pokusil využít zajatce k jednání, ale ten propašoval bratrovi dopis, ve kterém jej vyzval k odmítnutí jakýchkoliv Čuových nabídek. Poté držel hladovku až do smrti. Pro Čang Š’-čchenga to byla velká ztráta, Š’-te byl jeho nejschopnější pomocník, nejagresívnější generál a zdroj vize moci rodiny Čang.
Pod tlakem Čua i zesílivších jüanských sil z Chang-čou se Čang koncem roku 1357 podřídil jüanské vládě. Obdržel hodnost velkého maršála, nižší hodnosti a tituly získali i jeho úředníci. Faktická struktura moci však zůstala nezměněna a nezávislost si zachoval. K jüanskému státu měl pouze jedinou povinnost – dodat do Pekingu 1 milión tanů rýže ročně, fakticky posílal maximálně 15 % tohoto množství.
Byl velkorysý v zacházení s podřízenými a úspěšný při získávání vzdělanců na svou stranu. Během soupeření s Ču Jüan-čangem přebíhali lidé více k němu než naopak. Ovládal území zajišťující polovinu čínské produkce soli a bohaté na rýži. Byl to nejbohatší region země s mnoha majetnými rodinami. Početná populace dávala režimu moc a politickou sílu, averze k Bílému lotosu a loajalita k říši Jüan, nyní podporující konfucianismus, přinášela vládě důvěru jihočínských vzdělanců. Převzal hodnoty džentry a vládl ve shodě s nimi v konfuciánském duchu, fakticky nejvíce ze všech vládců v tehdejší Číně, ať už rebelských či provládních. Správu zorganizoval podle jüanských vzorů, ale s použitím tradiční terminologie.
Roku 1359 dobyl na jihu Chang-čou. Do roku 1360 obsadil kromě Su-čou celkem šest dalších zalidněných prefektur na jih od Jang-c’-ťiang, severně od řeky jeho vliv dosáhl až k Šan-tungu. Rozšiřoval své území do roku 1363, kdy přijal titul krále Wu (吴王, Wu wang). V nastalé válce s Ču Jüan-čangem byl roku 1367 poražen, zajat a v Nankingu zabit.